# Житловий комплекс «Корона» (Київ)
Житлови́й ко́мплекс «Коро́на» — висотний будинок на 530 квартир, побудований компанією «Київміськбуд» у Дарницькому районі Києва на вулиці Княжий Затон, 21. Споруда складається з 4 секцій: одна 37-поверхова і три 24-поверхові.

## Історія будівництва
Будівництво гігантського комплексу розпочалося в червні 2004 року. У ньому взяли участь 50 будівельних організацій. Завершилось будівництво у вересні 2007 року. Офіційне відкриття відбулось 6 жовтня 2007 року, відкриття проводив Петро Шилюк — президент компанії «Київміськбуд».

## Цікаві факти
- Хмарочос має свій вертолітний майданчик.
- Споруда має у своєму складі 5-рівневий підземний паркінг.
- Загальна площа будинку 80 871 м², корисна — 54 572 м².
- В хмарочосі 530 квартир.